# Arthur Nikisch

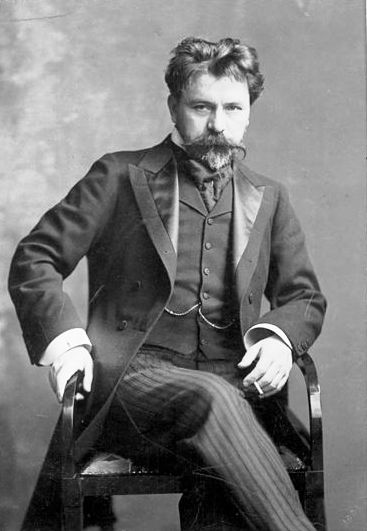

Arthur Nikisch, in ungherese Nikisch Artúr (Lébény Szentmiklós, 12 ottobre 1855 – Lipsia, 23 gennaio 1922), è stato un direttore d'orchestra ungherese, che diresse essenzialmente in Germania. Era considerato un eccellente interprete delle musiche di Bruckner, Čajkovskij, Beethoven e Liszt.

## Biografia
Arthur Augustinus Adalbertus Nikisch nacque in Ungheria da padre ungherese e madre morava. Nikisch studiò con Felix Otto Dessoff, Johann von Herbeck e Joseph Hellmesberger, Jr. al conservatorio di Vienna, dove vinse diversi premi in composizione, violino e pianoforte. In ogni caso raggiungerà la fama come direttore d'orchestra. Nel 1878 si recò a Lipsia come secondo direttore dell'Opera di Lipsia e nel 1882 ne divenne il direttore principale. Egli diresse la prima esecuzione della Sinfonia n. 7 di Anton Bruckner nel 1884.
Il 1º luglio 1885 Nikisch sposò Amelie Heussner (1862-1938), una cantante ed attrice, che era stata fidanzata, negli anni precedenti, con Gustav Mahler.
Nikisch divenne poi direttore della Boston Symphony Orchestra, e dal 1893 al 1895 direttore della Royal Opera di Budapest. Nel 1895 succedette a Carl Reinecke come direttore della Gewandhausorchester Leipzig. Nello stesso anno divenne direttore principale della Berliner Philharmoniker, mantenendo i due incarichi fino alla sua morte.
Egli fu un pioniere in molti campi. Nel 1912 portò la London Symphony Orchestra in tournée negli Stati Uniti, la prima volta per un'orchestra europea. Nel 1913, effettuò la prima registrazione commerciale di una intera sinfonia, la Sinfonia n. 5 di Beethoven, con i Berliner Philharmoniker, registrazione poi incisa su LP e CD dalla EMI. Fece anche una serie di prime registrazioni con la London Symphony Orchestra.
Morì a Lipsia nel 1922 ed immediatamente dopo la sua morte, la piazza in cui abitò venne rinominata  Nikischplatz, e nel 1971 la città di Lipsia creò il Premio Arthur Nikisch per giovani direttori d'orchestra.
Egli è riconosciuto come uno dei pionieri delle moderna direzione d'orchestra, per la sua profonda analisi dello spartito, ed il carisma che lui portò nella piena sonorità dell'orchestra e la capacità di entrare in profondità nelle opere dirette. Fra gli estimatori di Nikisch vi furono grandi direttori d'orchestra come Leopold Stokowski, Arturo Toscanini, Fritz Stein, Sir Adrian Boult e Fritz Reiner. Un giorno Reiner disse: "Nikisch mi disse che non avrei dovuto dimenare le braccia mentre dirigevo, ma avrei dovuto usare gli occhi per dare indicazioni agli orchestrali."